# Trévières
Trévières is een gemeente in het Franse departement Calvados (regio Normandië). De plaats maakt deel uit van het arrondissement Bayeux. Trévières telde op 1 januari 2022 922 inwoners.

## Geografie
De oppervlakte van Trévières bedroeg op 1 januari 2022 11,7 vierkante kilometer; de bevolkingsdichtheid was toen 78,8 inwoners per km².
De onderstaande kaart toont de ligging van Trévières met de belangrijkste infrastructuur en aangrenzende gemeenten.

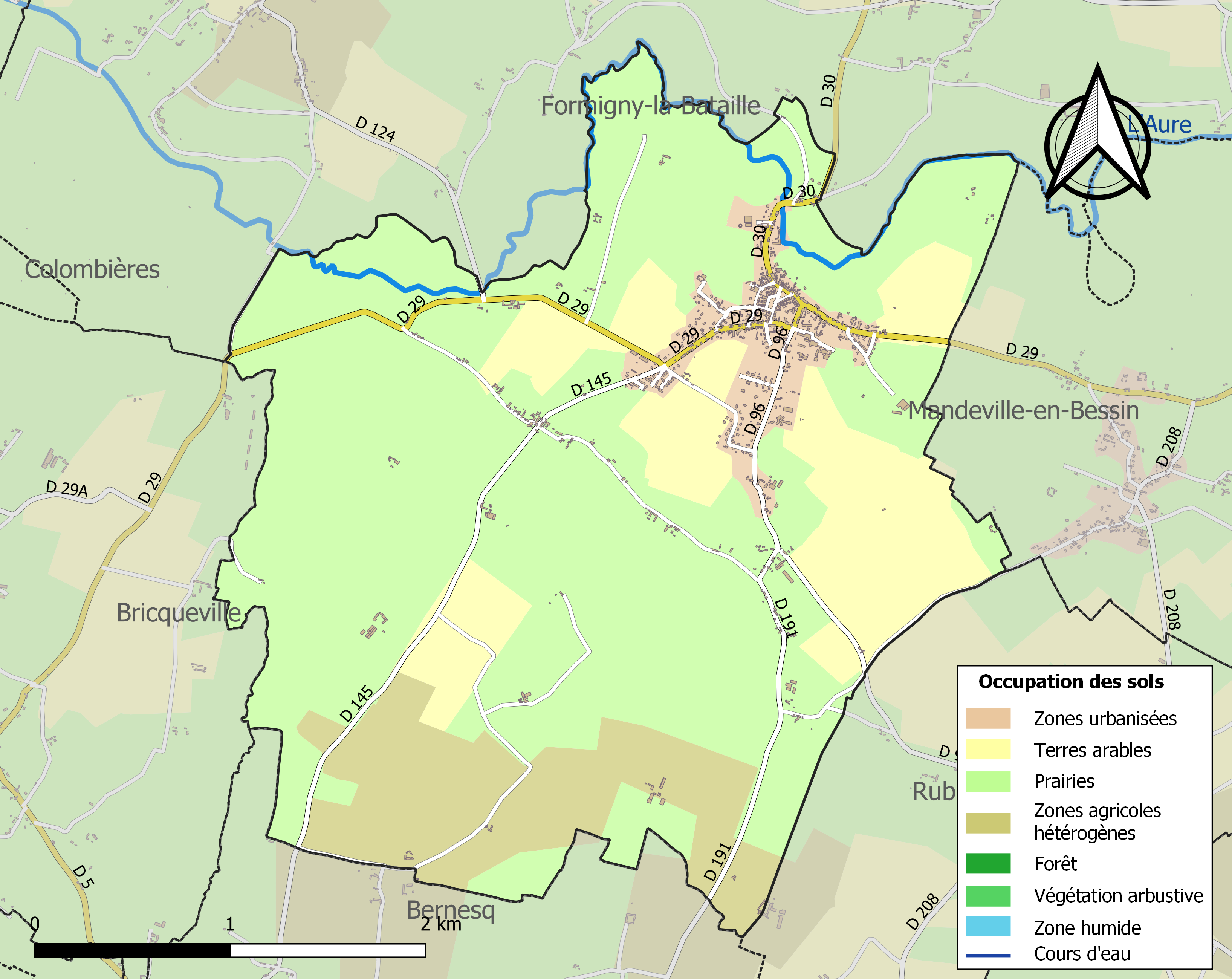

## Demografie
Onderstaande figuur toont het verloop van het inwonertal (bron: INSEE-tellingen).
Vanwege een beveiligingsprobleem met de MediaWiki Graph-software is het momenteel niet mogelijk deze grafiek weer te geven. Zodra de software is bijgewerkt zal de grafiek vanzelf weer zichtbaar worden.

## Geboren in Trévières
- Octave Mirbeau (1848-1917), schrijver